# Мария Ребека
Мария Ребека Алонсо Лосано (исп. María Rebeca Alonso Lozano, или просто Мария Ребека; исп. Maria Rebeca) (9 марта 1969, Мехико Мексика) — мексиканская актриса.

## Биография
Родилась 9 марта 1969 года в Мехико в семье известных мексиканских актёров Ирмы Лосано и Хосе Алонсо (настоящая фамилия — Сепеда). Имеет сводного брата актёра Рафаэля Омара от второго брака матери и сестру от второго брака отца. 

Получила образование в La Academia de Emilia Carranza. 

Свою карьеру она начала ещё в детстве, в возрасте восьми лет она снялась в фильме «El nino y el Tiburon». В 1979 году она снялась в фильме «Девочка с голубым рюкзаком» (исп. La nina de la Mochila azul), который принес ей известность в Мексике. В этом же году она снялась в теленовелле «Богатые тоже плачут», сыграв роль «Марисабель» в детстве (взрослую «Марисабель» сыграла четырнадцатилетняя Эдит Гонсалес).

## Творчество

### Теленовеллы
- 1979 — Богатые тоже плачут — Марисабель (в детстве)
- 1989 — Просто Мария — Паулина
- 1992 — Baila conmigo — Мария
- 1993 — Tenias que ser tú
- 1996 — Luz Clarita
- 1996 — Mujer, casos de vida real
- 1997 — Al norte del Corazon — Марибель                                                                                                  *        Однажды у нас вырастут крылья - Алехандра.
- 1998 — Perla — Матильде
- 1999 — Catalina y Sebastian — Эмилия
- 2004 — Белинда — Кристина Ромеро

### Кино
- 1979 — El nino y el Tiburon
- 1979 — La nina de la Mochila azul
- 1979 — La tia Alejandra
- 1982 — La Mugrosita
- 1982 — La nina de la Mochila azul (II)
- 1983 — La esperanza de los pobres
- 1985 — El rey de la vecindad
- 1985 — Cementerio del Terror — Анита
- 1990 — Ladrones de tumbas — Диана
- 1991 — El teatro del horror — Карина
- 1991 — La negra flor
- 2002 — Monica y el profesor — Моника
- 2002 — Ciudades oscuras
- 2002 — Sensacional
- 2005 — Juarez:Strages of Fear
- 2008 — Chiles xalapenos — Мерседес
- 2008 — Crepúsculo rojo — Эсперанса

### Театр
- Heidi
- Alicia en el pais de las Makavillas
- La Bella y la Bestia
- Blanca Nieves
- Peter Pan
- Dracula
- Nacido Almargen
- Crito de silencio
- Los Monologos de la vagina
- Confersiones de mujeres de 30
- Suena

## Премии
- В 2003 году получила премию Special Mention на фестивале Maiami Latin Film за роль в фильме «Monica y profesor».

## Интересные факты
- В январе 2006 года Мария Ребека снялась для мексиканской версии журнала «Плейбой». В интервью актриса отмечала, что родители её поддержали, а мать даже купила 50 экземпляров журнала, чтобы подарить друзьям и близким[1].